# Primera divisió espanyola de futbol 1932-1933
La Primera divisió espanyola de futbol 1932-1933 fou la cinquena edició del campionat. Va començar el 27 de novembre de 1932 i va acabar el 28 de març de 1933. El Madrid FC era el campió regnant. El Betis va esdevenir el primer club d'Andalusia en competir a la lliga.
El Madrid CF va revalidar el títol de lliga assolit la temporada anterior gràcies en gran part a la seva defensa.

## Equips participants
| Club             | Ciutat          | Estadi           |
| ---------------- | --------------- | ---------------- |
| Alavés           | Vitoria-Gasteiz | Mendizorroza     |
| Arenas           | Getxo           | Ibaiondo         |
| Athletic Bilbao  | Bilbao          | San Mamés        |
| Barcelona        | Barcelona       | Les Corts        |
| Betis            | Sevilla         | Patronato Obrero |
| Donostia         | Sant Sebastià   | Atocha           |
| Espanyol         | Barcelona       | Sarrià           |
| Madrid           | Madrid          | Chamartín        |
| Racing Santander | Santander       | El Sardinero     |
| València         | València        | Mestalla         |

## Classificació general
| Pos | Equip            | PJ | PG | PE | PP | GF | GC | DG  | Pts | Descens                  |
| --- | ---------------- | -- | -- | -- | -- | -- | -- | --- | --- | ------------------------ |
| 1   | Madrid FC (C)    | 18 | 13 | 2  | 3  | 49 | 17 | +32 | 28  | Campió                   |
| 2   | Athletic Bilbao  | 18 | 13 | 0  | 5  | 63 | 30 | +33 | 26  |                          |
| 3   | Espanyol         | 18 | 10 | 2  | 6  | 33 | 30 | +3  | 22  |                          |
| 4   | Barcelona        | 18 | 7  | 5  | 6  | 42 | 34 | +8  | 19  |                          |
| 5   | Betis            | 18 | 6  | 5  | 7  | 31 | 45 | −14 | 17  |                          |
| 6   | Donostia         | 18 | 6  | 3  | 9  | 41 | 47 | −6  | 15  |                          |
| 7   | Arenas           | 18 | 5  | 4  | 9  | 39 | 44 | −5  | 14  |                          |
| 8   | Racing Santander | 18 | 6  | 2  | 10 | 47 | 58 | −11 | 14  |                          |
| 9   | València         | 18 | 4  | 5  | 9  | 34 | 53 | −19 | 13  |                          |
| 10  | Alavés (R)       | 18 | 5  | 2  | 11 | 21 | 42 | −21 | 12  | Descens a Segona Divisió |

## Resultats
| Casa \ Fora      | ALA | ARE | ATH | BAR | BET | DON | ESP | MAD | RAC | VAL |
| ---------------- | --- | --- | --- | --- | --- | --- | --- | --- | --- | --- |
| Alavés           | —   | 1–1 | 0–2 | 2–1 | 2–0 | 1–0 | 1–0 | 0–1 | 8–2 | 1–1 |
| Arenas           | 3–0 | —   | 4–2 | 5–1 | 3–3 | 6–0 | 0–2 | 1–5 | 2–1 | 2–2 |
| Athletic Bilbao  | 4–0 | 3–1 | —   | 1–3 | 9–1 | 1–2 | 0–2 | 0–2 | 9–5 | 8–2 |
| Barcelona        | 2–0 | 5–2 | 2–3 | —   | 4–1 | 3–2 | 1–1 | 1–1 | 4–0 | 4–2 |
| Betis            | 3–1 | 1–1 | 1–5 | 2–1 | —   | 4–2 | 1–2 | 0–0 | 3–2 | 3–2 |
| Donostia         | 3–1 | 2–1 | 2–4 | 2–2 | 2–2 | —   | 6–1 | 1–2 | 8–0 | 4–1 |
| Espanyol         | 3–1 | 3–2 | 2–5 | 2–1 | 1–2 | 3–0 | —   | 2–1 | 2–1 | 5–2 |
| Madrid           | 2–0 | 8–2 | 0–1 | 2–1 | 4–1 | 6–2 | 2–0 | —   | 4–1 | 6–0 |
| Racing Santander | 9–0 | 2–1 | 0–1 | 4–4 | 2–2 | 7–1 | 3–1 | 4–2 | —   | 2–0 |
| València         | 5–2 | 3–2 | 1–5 | 2–2 | 2–1 | 2–2 | 1–1 | 0–1 | 6–2 | —   |

### Resultats finals
- Campió: Madrid CF
- Descens: Deportivo Alavés
- Ascens: Real Oviedo

## Màxims golejadors
| Posició | Jugador             | Equip           | Gols |
| ------- | ------------------- | --------------- | ---- |
| 1       | Manuel Olivares     | Madrid CF       | 16   |
| 2       | Bata                | Athletic Bilbao | 15   |
| 3       | José Iraragorri     | Athletic Bilbao | 14   |
| 3       | Guillermo Gorostiza | Athletic Bilbao | 14   |
| 5       | Francisco Iriondo   | Arenas          | 13   |
| 5       | Luis Regueiro       | Madrid          | 13   |
| 7       | Joan Ramon          | Barcelona       | 12   |
| 7       | Santiago Urtizberea | Donostia        | 12   |
| 9       | Victorio Unamuno    | Athletic Bilbao | 11   |
| 9       | Ángel Arocha        | Barcelona       | 11   |

## Porter menys golejat
| Posició | Jugador       | Equip        | Gols                  |
| ------- | ------------- | ------------ | --------------------- |
| 1       | Ricard Zamora | Reial Madrid | 17 gols en 18 partits |